# Kim Black
Julia Gray Stowers (Liverpool (New York), 30 september 1978) is een Amerikaanse zwemster. 

## Carrière
Black won tijdens de Olympische Zomerspelen van 2000 in het Australische Sydney de gouden medaille op de 4×200m vrije slag. Black kwam alleen in actie in de series.

## Internationale toernooien
| Jaar | Olympische Spelen |
| ---- | ----------------- |
| 2000 | 4×200m vrije slag |